# Vụ tấn công lãnh sự quán Trung Quốc ở Karachi 2018
Vào ngày 23 tháng 11 năm 2018, một cuộc tấn công vũ trang vào lãnh sự quán Trung Quốc tại Clifton, Karachi, Pakistan đã giết chết bốn người trong một vụ đấu súng kéo dài một giờ. Các nạn nhân bao gồm hai cảnh sát và hai thường dân Pakistan. Không có công dân Trung Quốc nào bị thương trong vụ tấn công.  Ba kẻ tấn công cũng bị giết chết.

## Diễn biến vụ tấn công
Theo nhân viên của Bộ phận khủng bố chống khủng bố (CTD), Raja Umar Khattab, những kẻ tấn công đã bắn chết hai cảnh sát tại trạm kiểm tra đầu tiên. Những kẻ tấn công sau đó phát nổ lựu đạn cầm tay và cũng cố gắng mở cánh cổng bọc thép chính của lãnh sự quán với sự giúp đỡ của chất nổ C-4 nhưng không thành công. Vụ nổ súng và bắn lựu đạn nặng nề giết chết hai thường dân, và phá hủy một nhân viên bọc thép bọc thép, hai xe cảnh sát và sáu chiếc xe khác đậu bên ngoài lãnh sự quán, trong đó có ba vụ hỏa hoạn.
Nữ cảnh sát Suhai Aziz Talpur, một giám đốc cấp cao của Cảnh sát Karachi, nói với các phóng viên: "Khoảng 9 giờ sáng, tôi nhận được tin rằng có một cuộc tấn công tại lãnh sự quán Trung Quốc. Tôi đã trên đường đi làm. Tôi đã có lính gác với tôi, các sĩ quan cao cấp đang trên đường đi. Trong khi đó, chúng tôi cũng thu thập đội xử lý bom và lữ đoàn cứu hỏa. Cô tổ chức và dẫn đầu cuộc chiến kéo dài hai giờ sau đó, bảo vệ lãnh sự và giết cả ba kẻ tấn công. Theo Reuters, "Phản ứng và hành động nhanh chóng của cô ấy trong cuộc tấn công gần hai tiếng đồng hồ trong sứ mệnh ngoại giao ở thành phố cảng phía nam đã được ca ngợi vì đã cứu vô số mạng sống." Cô đã được ca ngợi là một anh hùng ở cả Pakistan và Trung Quốc.

## Nạn nhân
Các cảnh sát viên chết tại quầy kiểm tra đã được xác định là Trợ lý phụ Thanh tra Ashraf Dawood và Constable Muhammad Amir của Cảnh sát Sindh. Hai thường dân mất mạng là cha và con trai của Quetta, tên là Niaz Muhammad, 55 tuổi, và Zahir Shah, 25 tuổi, tương ứng; tại thời điểm họ chờ đợi để gia hạn thị thực tại lãnh sự quán. Một nhân viên bảo vệ tư nhân Muhammad Jumman làm việc cho lãnh sự quán cũng bị thương trong vụ nổ khi ông cố gắng ngăn những kẻ tấn công vượt qua các rào cản.

## Trách nhiệm
Quân đội Giải phóng Balochistan (BLA) tuyên bố chịu trách nhiệm về vụ tấn công trong một tweet bao gồm một bức ảnh của ba người đàn ông được xác định là Azal Khan Baloch, Razik Baloch và Rais Baloch. Tất cả đều bị cảnh sát giết chết trong cuộc tấn công.
Theo Express News, Aslam bí danh Achu, một chỉ huy BLA đã đăng ký, là chủ mưu của cuộc tấn công vào lãnh sự quán Trung Quốc hiện đang được điều trị y tế tại bệnh viện Max tại  Ấn Độ.